# 富山県21世紀の森
富山県21世紀の森（とやまけん21せいきのもり）は、富山県富山市に所在する自然公園。白木峰登山道の入口に位置している。

## 沿革
1980年（昭和55年）から白木峰の麓の富山県と婦負郡八尾町（当時）の共有林45haに約1億7000万円を投じて造成が進められ、1983年（昭和58年）4月22日に開園式が挙行された。
ブナの原生林に囲まれた園内には学習の場、訓練の場、生産の場や森林学習展示館がある。八尾町（当時）が第二次林業構造改革事業で設けた杉ヶ平キャンプ場や林間広場も隣接している。
杉ヶ平キャンプ場は、300人が一度にキャンプ可能であり、1985年12月9日には、間伐材を利用した待避小屋2棟（1棟20m2、工費175万円）が完成している。

## 施設概要
※出典：
- 野鳥の森
- 木の実の森
- きのこの森
- 養魚の森
- 紅葉の森
- 山菜の森

## アクセス
※出典：
- E8 北陸自動車道・富山ICから車で約1時間。
- 高山本線・越中八尾駅から車で約40分。